# Волтер Матау
Волтер Матау (енгл. Walter Matthau) био је амерички глумац, рођен 1. октобра 1920. године у Њујорку, а преминуо је 1. јула 2000. године у Санта Моники (Калифорнија).

## Каријера
Почео је као позоришни глумац и стекао приличан углед (1962. године је добио награду Тони за улогу у представи Пуцањ у тами).
На филму је дебитовао 1955. године као лош момак у филму Човек из Кентакија, са Бертом Ланкастером у главној улози. Потом се често појављивао у улогама негативаца, на пример у филмовима Кинг Креол (1958), где добија батине од Елвиса Преслија, или Шарада (1964), где ефектно игра убицу који загорчава живот Кери Гранту и Одри Хепберн. Прва значајнија филмска улога била му је лик тврдоглавог шерифа у филму Усамљени су храбри (1962).
Не прекидајући ни позоришну каријеру, Матау се много појављивао и на телевизији, али и поред очигледних квалитета никада није постао врхунска звезда, вероватно због тога што није био превише леп.
Успех је дошао у каснијим годинама. Награду Тони (овога пута за главну улогу), добио је 1965. године за представу Нила Сајмона Необичан пар, у којој игра са Артом Карнијем, а 1966. године је добио и Оскара за најбољег споредног глумца у филму Колачић судбине, у коме маестрално игра поквареног адвоката који користи баналну повреду свог шурака да добије оштеду због наводне парализе. Осигурање наравно плаћа али сумња да се ради о фингираној парализи и почиње велика игра. Филм је био Матауова прва сарадња са глумцем Џеком Лемоном и редитељем Били Вајлдером, са којима је потом често сарађивао. Занимљиво је да је снимање филма било прекинуто на пет месеци, због Матауовог срчаног удара.
Матау је био номинован за Оскаре за главну улогу 1972. године за филм Коч и 1975. за Сунчане момке. За ову потоњу улогу добио је Златни глобус за најбољег глумца у мјузиклу или комедији.
Након снимања Колачића судбине, Матау и Лемон су постали доживотни пријатељи и глумили су заједно у чак 10 филмова (11 ако се рачуна Лемоново камео појављивање као уснули путник у аутобусу у филму Коч, којег је иначе и режирао). Њих двојица су посебно успешни као пар били и у филмској верзији Необичног пара (1968), те у Насловној страни (1974), Друшкане, друшкане (1981) и у Откаченим маторцима (1993) и Још откаченијим маторцима (1995), у којем је Матауова партнерка била Софија Лорен.
Мимо сарадње са Лемоном, Волтер Матау се истакао главним улогама у филмовима Пит и Тили (1972) и Убијте Чарлија Ворика (1973) (за ова две улоге је 1974. године добио БАФТА награду за најбољег глумца), односно као епизодиста у филмовима Медведи носе лоше вести (1976), Апартман хотела Калифорнија (1978) и Денис напаст (1993), у којем игра господина Вилсона.